# Fundação Faculdade de Medicina

A Fundação Faculdade de Medicina (FFM), fundada em 1986, por ex-alunos da Faculdade de Medicina da Universidade de São Paulo, é o órgão de apoio e suporte institucional à Faculdade de Medicina da Universidade de São Paulo - FMUSP, ao Hospital das Clínicas da Faculdade de Medicina da Universidade de São Paulo - HCFMUSP e seus institutos.
O gerenciamento das atividades do HCFMUSP é efetuado, em grande parte, pela Fundação Faculdade de Medicina, desde 1988, através de convênio.
Todos os resultados obtidos da prestação de serviços de atendimento médico são geridos pela FFM em conjunto com os responsáveis pelo HCFMUSP e seus institutos.
De forma geral, os objetivos da Fundação Faculdade de Medicina são:
- Promover o desenvolvimento das ciências médicas, colaborando com institutos educacionais, universidades, governos e instituições particulares, no Brasil ou no exterior.
- Patrocinar o desenvolvimento de novos processos, produtos, equipamentos e sistemas.
- Incentivar a produção e a formação da cultura, promoção de cursos, edição de obras intelectuais, e o estimulo ao conhecimento.
- Conservar o patrimônio da FMUSP, do HCFMUSP e seus institutos e do Centro Acadêmico Oswaldo Cruz.

Em reconhecimento às suas atividades e aos relevantes serviços prestados à sociedade, a “FFM” foi declarada como instituição de utilidade pública municipal em 1989 e também nas esferas estadual e federal em 1990.